# Rigobert Song
Rigobert Song Bahanag (* 1. července 1976, Nkenglicock, Kamerun) je bývalý kamerunský fotbalový obránce a reprezentant. Mimo Kamerun působil na klubové úrovni v dalších pěti zemích, Francii, Itálii, Anglii, Německu a Turecku.
Později se stal fotbalovým trenérem.

Jeho příbuzným je fotbalista Alexandre Song.
V říjnu 2016 utrpěl mozkovou mrtvici, ze které se zotavil.
Na pokyn prezidenta republiky Paula Biyi byl 28. února 2022 jmenován trenérem kamerunské reprezentace.

## Klubová kariéra
- Tonnerre Yaoundé 1992–1994
- FC Metz 1994–1998
- US Salernitana 1919 1998–1999
- Liverpool FC 1999–2000
- West Ham United FC 2000–2002
- →  1. FC Köln (hostování) 2001–2002
- RC Lens 2002–2004
- Galatasaray SK 2004–2008
- Trabzonspor 2008–2010

## Reprezentační kariéra
V A-týmu Kamerunu debutoval 22. 9. 1993 v přátelském utkání v Los Angeles (USA) proti Mexiku (prohra 0:1).
Zúčastnil se MS 1994 v USA, MS 1998 ve Francii, MS 2002 v Japonsku a Jižní Koreji a MS 2010 v Jihoafrické republice.

Zúčastnil se také několika afrických šampionátů, na nichž v letech 2000 a 2002 slavil s kamerunskými lvy (přezdívka kamerunského národního týmu) titul. Celkem odehrál v letech 1993–2010 za kamerunský národní tým 137 zápasů a vstřelil 4 branky.

## Trenérská kariéra
Po ukončení hráčské kariéry se dal na trenérskou dráhu. Na podzim 2015 se o něm v médiích psalo jako o možném hlavním trenérovi čadské fotbalové reprezentace, nicméně jednání nedopadla úspěšně. V únoru 2016 se stal trenérem kamerunské reprezentace složené z hráčů z domácí ligy.